# Rina Hill
Pour les articles homonymes, voir Hill.
Rina Hill, née  Rina Bradshaw le 7 juillet 1969 à Brisbane, est une triathlète professionnelle australienne, championne du monde de triathlon longue distance en 1998.

## Biographie
Rina Hill commence le triathlon à l'âge de 23 ans en parallèle avec des entraînement de cross-country. Après avoir remporté le marathon de Brisbane en 1992 avec un temps de  2 h 51 min 21 s, elle se consacre totalement au triathlon. Elle représente l'Australie aux championnats du monde (ITU) pendant six saisons. Elle remporte le championnat du monde longue distance 1998 au Japon, et les championnats du monde d'aquathlon 1998 et 1999 en Australie. Elle participe à 23 étapes de la coupe du monde de triathlon et en remporte neuf.  À 34 ans, elle se  qualifie et  participe au deuxième triathlon olympique lors des Jeux olympiques d'été de 2004, prenant la trente-troisième place avec un temps total de 2 h 11 min 58 s 086. Moins de trois semaines plus tard, elle remporte le Blackmores Sydney Marathon  qui sert également de support au championnat australien de la spécialité. Une victoire sur marathon douze ans après celle de Brisbane et avoir entamé sa carrière dans le triathlon .
Mère de deux enfants Rina Hill est marié à Allistar Hill.

## Palmarès
Le tableau présente les résultats les plus significatifs (podium) obtenus sur le circuit international de triathlon depuis 1993.
| Année | Compétition                                 | Pays             | Position          | Temps           |
| ----- | ------------------------------------------- | ---------------- | ----------------- | --------------- |
| 2006  | Coupe du monde - l'étape de New Plymouth    | Nouvelle-Zélande | Médaille d'or     | 2 h 3 min 18 s  |
| 2006  | Championnat d'Océanie                       | Australie        |                   | 2 h 5 min 13 s  |
| 2004  | Coupe du monde - l'étape d'Edmonton         | Canada           | Médaille d'argent | 1 h 58 min 12 s |
| 2003  | Coupe du monde - l'étape de New York        | États-Unis       | Médaille d'or     | 2 h 0 min 48 s  |
| 2000  | Coupe du monde - l'étape de Tokyo           | Japon            | Médaille d'or     | 2 h 3 min 3 s   |
| 2000  | Coupe du monde - l'étape d'Ishigaki         | Japon            | Médaille d'or     | 2 h 1 min 40 s  |
| 1999  | Championnat du monde d'aquathlon            | Australie        | Médaille d'or     | 0 h 36 min 9 s  |
| 1998  | Championnat du monde longue distance        | Japon            | Médaille d'or     | 6 h 32 min 9 s  |
| 1998  | Coupe du monde - l'étape de Gamagori        | Japon            | Médaille d'or     | 1 h 58 min 32 s |
| 1998  | Championnat du monde d'aquathlon            | Australie        | Médaille d'or     | 0 h 28 min 24 s |
| 1997  | Coupe du monde - l'étape de Stockholm       | Suède            | Médaille d'argent | 2 h 2 min 33 s  |
| 1996  | Coupe du monde - l'étape de Noosa           | Australie        | Médaille d'argent | 1 h 59 min 5 s  |
| 1995  | Coupe du monde - l'étape de Gamagori        | Japon            | Médaille d'or     | 2 h 5 min 42 s  |
| 1994  | Coupe du monde - l'étape d'Osaka            | Japon            | Médaille d'or     | 2 h 5 min 19 s  |
| 1994  | Coupe du monde - l'étape d'Amakusa          | Japon            | Médaille d'or     | 1 h 59 min 20 s |
| 1994  | Coupe du monde - l'étape de Cleveland       | États-Unis       | Médaille d'argent | 2 h 4 min 6 s   |
| 1993  | Coupe du monde - l'étape de Saint-Sébastien | Espagne          | Médaille d'or     | 2 h 4 min 42 s  |
| 1993  | Triathlon de Gérardmer                      | France           | Médaille d'or     | Timing          |